# داناهر
داناهر (انگلیسی: Danaher) شرکت خوشه‌ای آمریکایی است، که در زمینه مهندسی، طراحی و ساخت تجهیزات انتقال و توزیع برق، موتورهای الکتریکی، پست‌های برق، مولدهای الکتریکی، ترانسفورماتورها، کلیدهای ابزار و مهندسی ابزار دقیق فعالیت می‌کند.
شرکت داناهر در سال ۱۹۶۹ راه‌اندازی شد و از سال ۱۹۸۴ پس از خریداری اکثریت سهام آن توسط برادران رالس، مدیریت شرکت در کنترل این خانواده قرار گرفت. استیون ام. رالس هم‌اکنون ریاست هیئت‌مدیره این شرکت را بر عهده دارد.
دفتر مرکزی شرکت داناهر در شهر واشینگتن، دی.سی. قرار دارد و بخشی از سهام آن در بازار بورس نیویورک معامله می‌شود.